# MTV Day 1999
L'MTV Day 1999 si è tenuto a Bologna, dall'Arena Parco Nord il 17 settembre 1999. L'intera manifestazione è stata trasmessa in diretta da MTV a partire dalle 15:00 fino alla fine della giornata.

## L'evento
Dopo l'inaspettato successo dell'anno precedente, anche quest'anno viene riconfermata la cornice di Bologna come location dell'MTV Day. L'affluenza supera le più rosee aspettative con oltre 60.000 spettatori accorsi per assistere alle performance live degli artisti di questa edizione.

## Performers
- Bluvertigo
- Carmen Consoli
- Elio e le Storie Tese
- Jovanotti
- Max Gazzè
- Negrita
- Piotta
- Sottotono
- Subsonica